# 毛尚忠 (万历进士)
毛尚忠（？—？），字子亮，號诚庵，浙江嘉兴府嘉善县人，明朝政治人物。

## 生平
万历十六年（1588年）戊子科举人，三十二年（1604年）甲辰科进士，授宝坻县知县，三十六年起补福建海澄县知县，三十八年以不職被糾去職。四十一年補枣强县，四十二年升都察院经历，四十三年丁忧，四十六年補原职，本年升工部虞衡司员外，四十七年升郎中，天启元年升云南提学佥事，本年养病。死後子女由弟弟毛尚質撫養。

## 家庭
曾祖毛昂。祖父毛盖。父亲毛維垣。弟毛尚質，號素庵。